# Dezerter (1992.)
Dezerter je srpski film iz 1992. godine. Redatelj je Živojin Pavlović, a scenarij je napisala Snežana Lukić. Sniman je u Beogradu. U hrvatski grad Vukovar, koji je u to vrijeme bio pod okupacijom velikosrpskih snaga, redatelj Pavlović je, za potrebe završnih scena filma, kako bi zabilježio posljedice djelovanja JNA, poslao samo snimatelja.
Glavnu ulogu glumio je Rade Šerbedžija.

## Vanjske poveznice
- IMDB